# Vrouwenmarathon van Tokio 1985
De Vrouwenmarathon van Tokio 1985 werd gelopen op zondag 17 november 1985. Het was de 7e editie van de Tokyo International Women's Marathon. Aan deze wedstrijd mochten alleen vrouwelijke eliteloopsters deelnemen. De Duitse Katrin Dörre kwam als eerste over de streep in 2:34.21.

## Uitslagen
| rang   | naam               | land | tijd    |
| ------ | ------------------ | ---- | ------- |
| Goud   | Katrin Dörre       | GER  | 2:34.21 |
| Zilver | Birgit Stephan     | GER  | 2:36.29 |
| Brons  | Hiroko Tazaki      | JPN  | 2:36.32 |
| 4      | Chie Matsuda       | JPN  | 2:36.38 |
| 5      | Gabriele Riemann   | GER  | 2:36.43 |
| 6      | Misako Miyahara    | JPN  | 2:38.07 |
| 7      | Carey Edge         | IRL  | 2:38.26 |
| 8      | Yasuko Hashimoto   | JPN  | 2:40.36 |
| 9      | Gabriela Gorzynska | POL  | 2:41.14 |
| 10     | Angela Hulley      | ENG  | 2:42.28 |
| 11     | Sylviane Levesque  | FRA  | 2:42.32 |
| 12     | Carolien Lucas     | NED  | 2:43.28 |
| 13     | Elizabeth Patmore  | AUS  | 2:44.56 |
| 14     | Eriko Asai         | JPN  | 2:45.24 |
| 15     | Lone Dybdal        | DEN  | 2:47.46 |
| 16     | Kayoko Iwamatsu    | JPN  | 2:48.09 |
| 17     | Eefje van Wissen   | NED  | 2:48.29 |
| 18     | Janice Ettle       | USA  | 2:48.36 |
| 20     | Yoshiko Hirohama   | JPN  | 2:52.06 |
| 22     | Jane Wipf          | USA  | 2:57.13 |

Tokyo International Marathon (alleen mannen)

1981 · 1982 · 1983 · 1984 · 1985 · 1986 · 1987 · 1988 · 1989 · 1990 · 1991 · 1992 · 1993 · 1994 · 1995 · 1996 · 1997 · 1998 · 1999 · 2000 · 2001 · 2002 · 2003 · 2004 · 2005 · 2006

Tokyo International Women's Marathon (alleen vrouwen)

1979 · 1980 · 1981 · 1982 · 1983 · 1984 · 1985 · 1986 · 1987 · 1988 · 1989 · 1990 · 1991 · 1992 · 1993 · 1994 · 1995 · 1996 · 1997 · 1998 · 1999 · 2000 · 2001 · 2002 · 2003 · 2004 · 2005 · 2006 · 2007 · 2008

Tokyo Marathon (beide)

2007 · 2008 · 2009 · 2010 · 2011 · 2012 · 2013 · 2014 · 2015 · 2016 · 2017 · 2018 · 2019 · 2020 · 2021 · 2022 · 2023 · 2024